# ابن نجا الإربلي
عز الدين الحسين بن محمد بن أحمد بن نجا الإربلي (1190-1262) فيلسوف أصولي ولغوي وشاعر عراقي ومن أشهر المؤلفين في العلوم العقلية بالعربية في القرن السابع الهجري/ القرن الثالث عشر ميلادي ومع ذلك لا يوجد الكثير من آثاره.

## سيرته
ولد عز الدين الحسين بن محمد بن أحمد بن نجا الإربلي في نصيبين سنة 586 هـ/1190 م. قال الذهبي في سير أعلام النبلاء عنه «كان باهرا في علوم الأوائل. أقرأ في بيته مدة، وكان يقرئ الفلاسفة والمسلمين والذمة، وله هيبة وصولة، إلا أنه كان يخل بالصلوات، وطويته خبيثة، وكان قذرا، لا يتوقى النجاسات، ابتلي بأمراض وعمر، وكان أحد الأذكياء.» 

برز الإربلي في علوم الأوائل، «جمع شمل الفلاسفة، واتخذ بيته مجلساً فلسفياً يجتمع فيه الفلاسفة من المسلمين وغيرهم ويتناقشون فيما بينهم.»
وذكر صلاح الدين الصفدي في نكث الهميان في نكت العميان أن الإربلي «كان بارعاً في الأدب والعربية. رأساً في علوم الأوائل. وكان منقطعاً في منزله بدمشق. يقرئ المسلمين وأهل الكتاب والفلاسفة. وله حرمة وافرة. وكان يهين الرؤساء وأولادهم بالقول. وكان مجرماً تارك الصلاة، يبدوا منه ما يشعر بانحلاله. وكان يصرح بتفضيل علي رضي الله عنه على أبي بكر رضي الله عنه.» و «له نظم، وهو خبيث الهجو. روى عنه من شعره وأدبه الدمياطي، وابن أبي الهيجاء، وغيرهما.» ومن شعره:

ومنه:
توفي ابن نجا الإربلي في ربيع الآخر 660 هـ/ مارس 1262 م في دمشق ودفن بسفح قاسيون.